# Маріо Альварес
Маріо Педро Альварес (англ. Pedro Mario Alvarez; 2 лютого 1982, Тенерифе) — іспанський футболіст, захисник клубу «Атлетіко Сан-Луїс».

## Життєпис
Починав грати на професійному рівні в «Атлетіко», але зумів пробитися тільки в дубль, після чого 2001 року перейшов до «Вальядоліда». Не відразу, але Альварес зумів домогтися місця в стартовому складі клубу. Саме у складі цієї команди Маріо вперше вийшов на поле в матчі Ла-Ліги
2003 року на правах оренди грав у «Барселоні», але за каталонців провів лише один матч, який завершився несподіваною поразкою від «Малаги» з рахунком 1:5. Не дивно, що «блауграна» вирішила відмовитися він послуг Педро.
Як підсумок за «Вальядолід» Альварес провів 90 матчів, у яких забив 2 голи. Пізніше він встиг пограти в «Рекреатіво», провів 4 сезони у складі «Хетафе». 2011 року його придбав «Реал Бетіс».
У національній збірній Альварес не грав, але на його рахунку є кілька матчів у складі молодіжної (U-21) збірної Іспанії.

## Статистика
| Клуб              | Країна  | Сезон     | Ігри | Голи |
| ----------------- | ------- | --------- | ---- | ---- |
| Атлетіко Мадрид C | Іспанія | 1999-2000 |      |      |
| Атлетіко Мадрид Б | Іспанія | 2000-2001 | 28   | 0    |
| Реал Вальядолід   | Іспанія | 2001-2003 | 40   | 1    |
| Барселона         | Іспанія | 2003-2004 | 2    | 0    |
| Реал Вальядолід   | Іспанія | 2004-2006 | 59   | 2    |
| Рекреатіво        | Іспанія | 2006-2007 | 25   | 1    |
| Хетафе            | Іспанія | 2007-2011 | 65   | 0    |
| Реал Бетіс        | Іспанія | 2011-     | 33   | 1    |

- (оновлено за станом на 3 липня 2013 року)

## Титули
- Чемпіон Таїланду (1):

«Муанг Тонг Юнайтед»: 2016
- Володар Кубка тайської ліги (1):

«Муанг Тонг Юнайтед»: 2016
- Володар Кубка Чемпіонів Таїланду (1):

«Муанг Тонг Юнайтед»: 2017
Збірні
- Чемпіон Європи (U-16): 1999